# Okręg wyborczy Hackney North and Stoke Newington
Okręg wyborczy Hackney North and Stoke Newington został utworzony w 1950 w północnej części londyńskiej dzielnicy Hackney. Wysyła do brytyjskiej Izby Gmin jednego deputowanego. Obecnie reprezentuje go Diane Abbott z Partii Pracy, będąca pierwszą czarnoskórą posłanką do Izby Gmin. W wyborach w 2010 udało jej się po raz szósty utrzymać mandat.

## Deputowani do Izby Gmin z okręgu Hackney North and Stoke Newington
| Wybory | Deputowany     | Partia       |
| ------ | -------------- | ------------ |
| 1950   | David Weitzman | Partia Pracy |
| 1979   | Ernest Roberts | Partia Pracy |
| 1987   | Diane Abbott   | Partia Pracy |